# Templo de Da'an
El Templo de Da'an (en chino: 大安寺, en piyín: Dà'ān Sì) es un templo budista ubicado en el distrito de Yuhua, Changsha, Hunan, China.

## Historia
El templo original data de la dinastía Qing (1644-1911). Después de la fundación del Estado Comunista, en 1952, el Partido Comunista lanzó la reforma agraria, que tuvo como consecuencia la demolición del templo. Su reconstrucción comenzó en 1997 y finalizó en 2020.